# Lac de Caderolles
Le lac de Caderolles, ou lac de la Mane est un lac pyrénéen français situé administrativement dans la commune de Bagnères-de-Bigorre dans le département des Hautes-Pyrénées en région  Occitanie.
Le lac a une superficie de 1,5 ha pour une altitude de 1 988 m, il atteint une profondeur de 6 m.

## Géographie

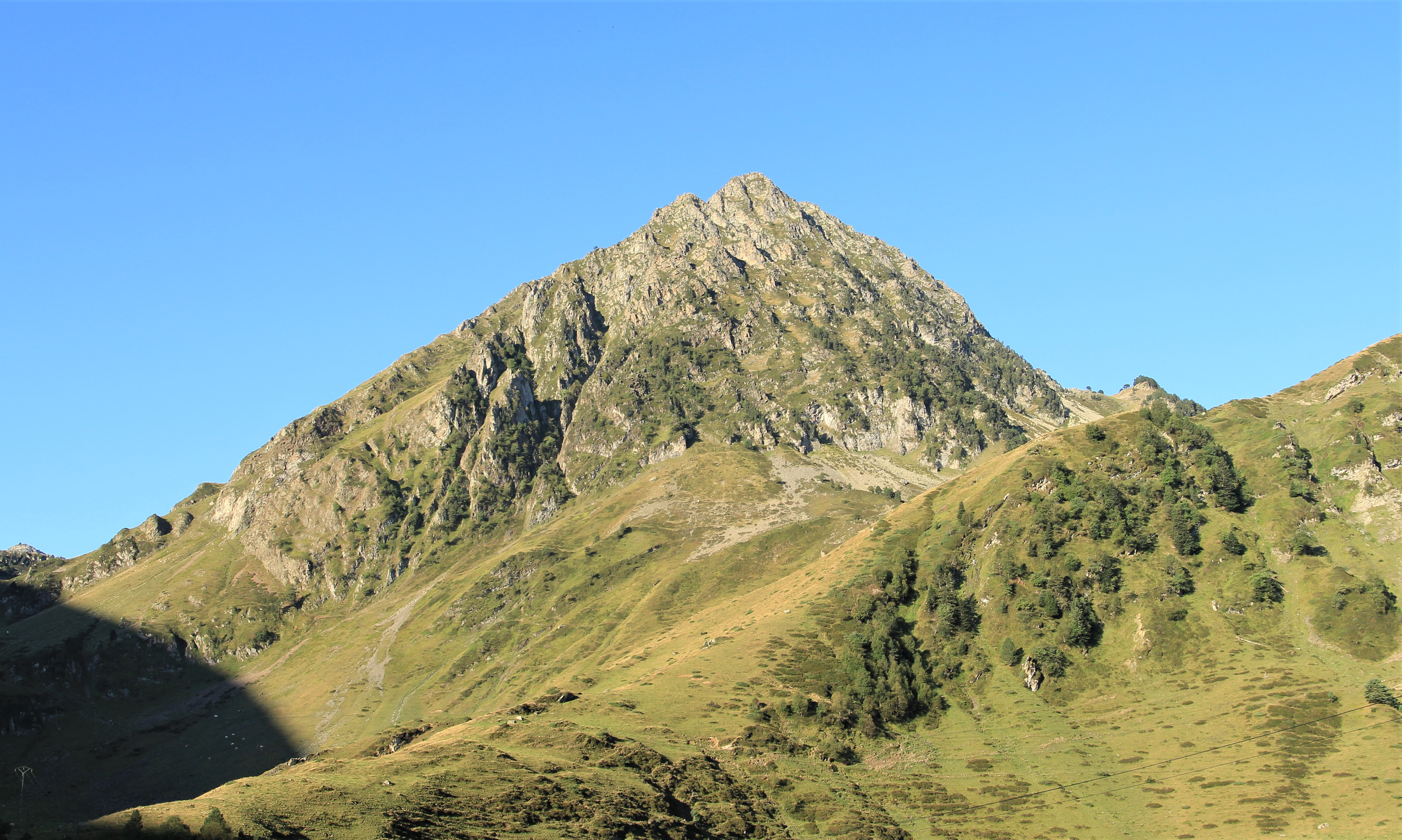
Vue du pic de Barassé.

Situation : vallée de Campan

### Topographie
|                       | Pic de Barassé (2 352 m) |                        |
| Réservoir des Laquets | lac de Caderolles        | Pène Arrouye (2 420 m) |
|                       | Lac de Gréziolles        |                        |

## Protection environnementale
Le lac fait partie d'une zone naturelle protégée, classée ZNIEFF de type 1 : Cirque de Cloutou et sud de La Mongie et de type 2 : Bassin du haut Adour.

## Randonnée
Niveau facile ; 1 h 30 pour les confirmés, 2 h pour les novices.

Carte IGN 1:50 000 = Campan (feuille XVII-47).

Carte IGN 1:25 000 = Néouvielle - Vallée d'Aure (feuille 276).

Guide Ollivier, Tome II Pyrénées centrales, itinéraire 66 p. 52.

## Voie d'accès
- Depuis Tarbes, passer Bagnères-de-Bigorre, Campan, et Sainte-Marie de Campan. Monter en direction de la Mongie et du Col du Tourmalet et passer le hameau d'Artigues. À environ deux kilomètres, garer la voiture dans le virage du Garet, départ du téléphérique réservé à EDF.

- En conditions estivales :

Le sentier démarre sous le pilonne du téléphérique. Descendre et franchir le ruisseau du Garet sur un pont de bois. Prendre à gauche un sentier kerné qui monte en lacets jusqu'à un petit col situé versant est. À l'altitude 1 569 mètres, ce sentier rejoint le GR 10 balisé rouge et blanc. À partir de là, suivre les marques du sentier de grande randonnée. On traverse le Pla du Garet très facilement (refermer les portails du pont pour que les troupeaux ne redescendent pas de l'estive). Puis monter une brusque côte par le GR jusqu'à atteindre un sentier de berger à flanc de montagne. Attention à un passage de quelques mètres où un couloir d'avalanches peut laisser descendre quelques pierres (bêtes ou randonneurs engagés plus haut) ; c'est le seul endroit un peu dangereux.

Continuer sur le GR 10 sous le Pic de Barassé et la Pène Blanque. On parvient facilement au premier barrage et au réservoir des Laquets.
 
Le lac de Caderolles est à l'est du réservoir des Laquets, très facilement accessible par des sentiers de bergers.

Le GR 10 continue en direction du lac de Gréziolles.
- En hivernale :

L'itinéraire est le même, accessible en skis de randonnée. Doubler le temps de marche.

Plusieurs couloirs d'avalanches se trouvent sous les pics de Barassé et de Pène Blanque. Ne vous engagez pas si le redoux est annoncé. On peut alors passer par l'autre versant, mais la montée est plus rude.

## Galerie

Vues du lac.
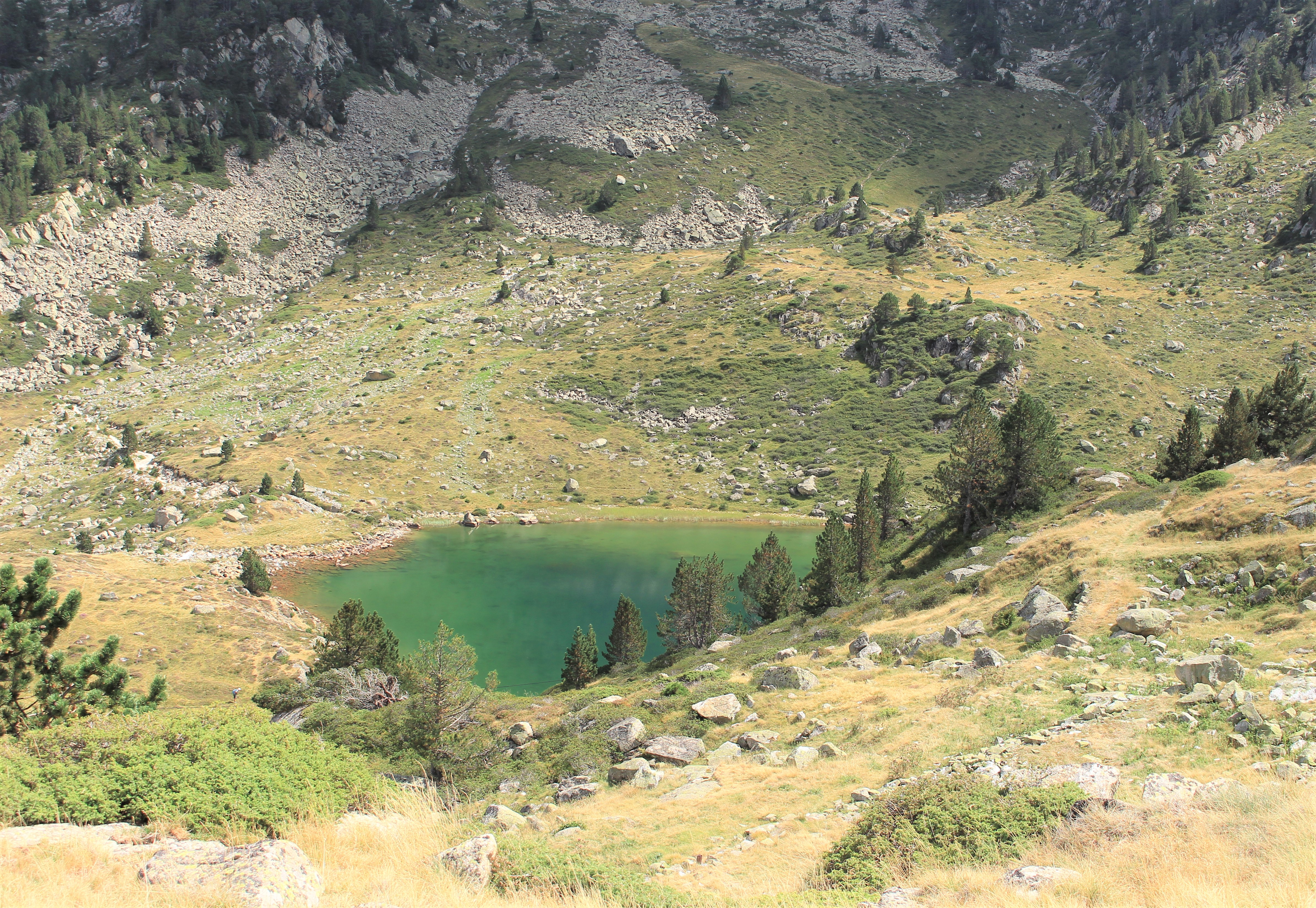
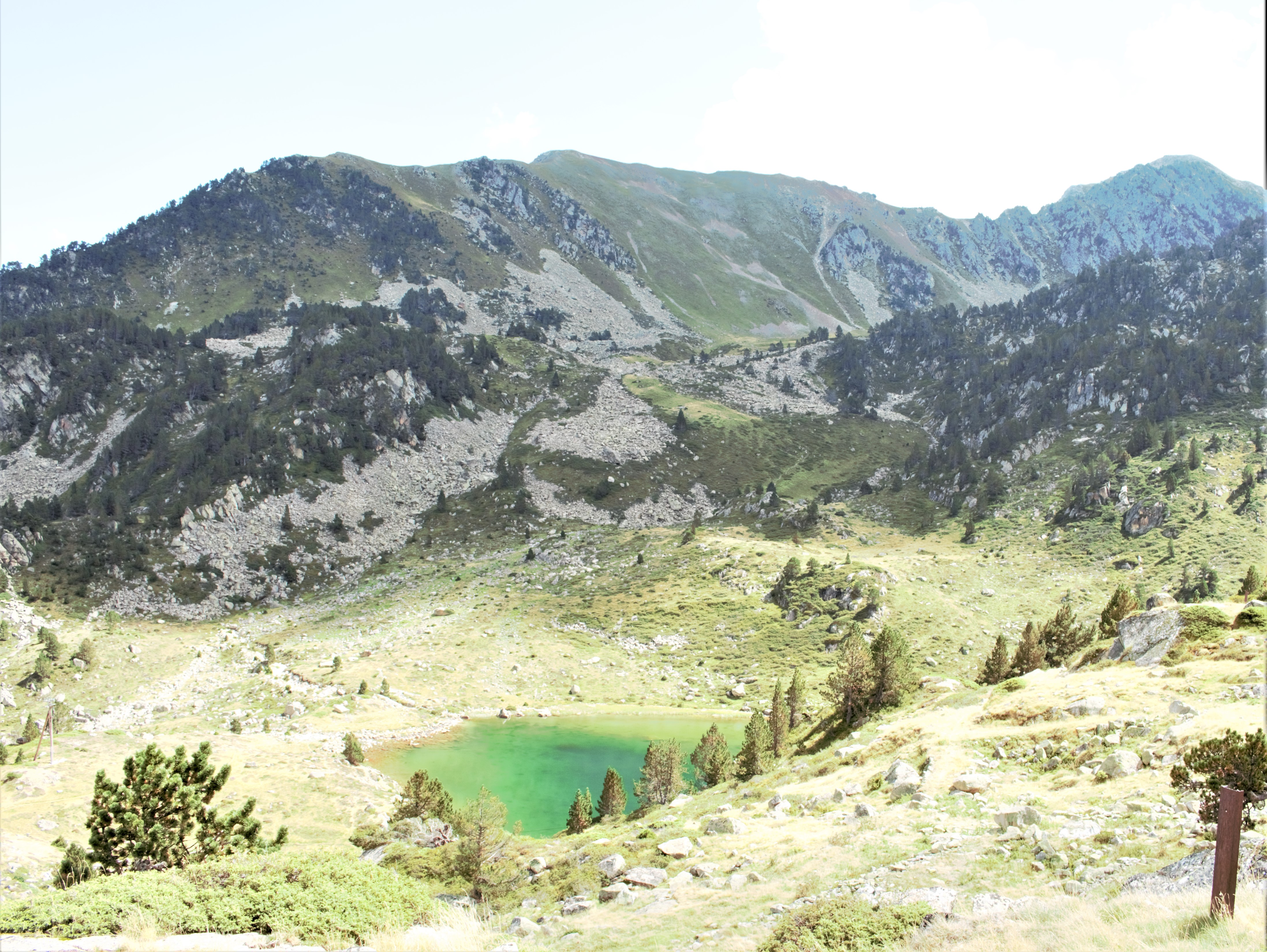